# Zoo (japán együttes)
A Zoo 1989–1995 között aktív japán popegyüttes volt.

## Tagok
- Cap [坂井俊浩, Toshihiro Sakai]
- Hiro [五十嵐広行, Hiroyuki Igarashi]
- Hisami [竹村久美, Kumi Takemura]
- Luke [斎藤憲史, Kenji Saitou]
- Mami [竹村久美, Mami Murao]
- Mark [岡山純久, Junhisa Okayama]
- Naoya [瀬谷直也, Naoya Setani]
- Sae [海老沢佐江子, Saeko Ebisawa]
- Satsuki [御木五月, Gogatsu Goki]
- Taco [野嶋千照, Senteru Nojima]
- Yu-ki [北村夕起, Yuuki Kitamura]

## Diszkográfia

### Albumok
- Native (1991)
- Gorgeous (1992)
- Jungle (1992)
- Can I Dance? (1993)
- Palast (1994)

### Kislemezek
- Careless Dance (1990)
- Given (1991)
- Native (1991)
- Choo Choo Train (1991)
- Gorgeous (1992)
- Ya-Ya-Ya (1992)
- Shy-Shy-Shine (1993)
- Ding Dong Express (1993)
- On Time (1994)
- Angelic Dream (1994)
- Adam (1995)

### Válogatások
- Zoo For Sale (1993)
- Last Dance (1995)
- Pure Best (2001)
- Golden Best Special Works (2003)